# Austrophaea zebra
Austrophaea zebra är en spindelart som beskrevs av Lawrence 1952. Austrophaea zebra ingår i släktet Austrophaea och familjen flinkspindlar. Inga underarter finns listade.